# 薩拉卜

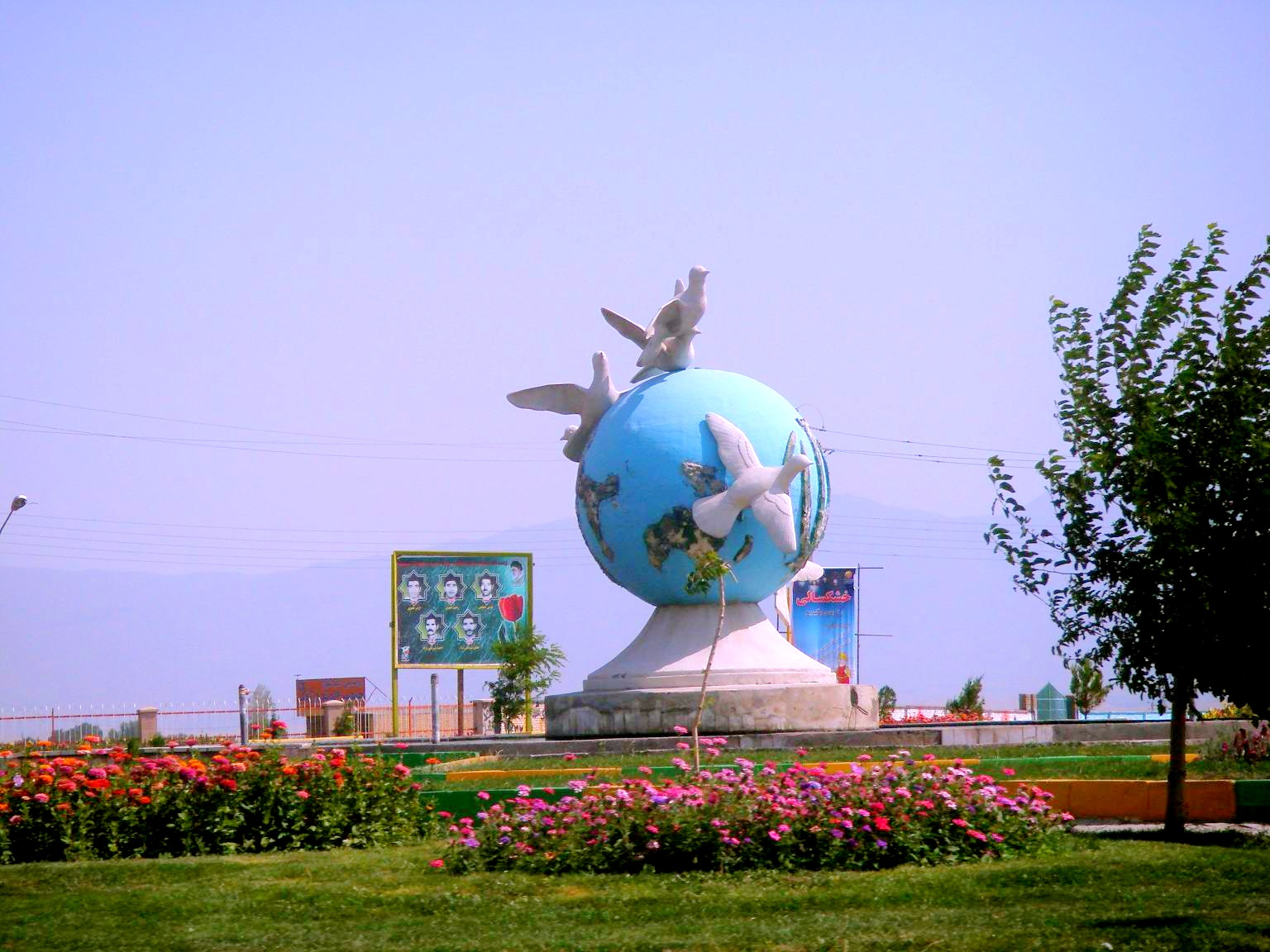

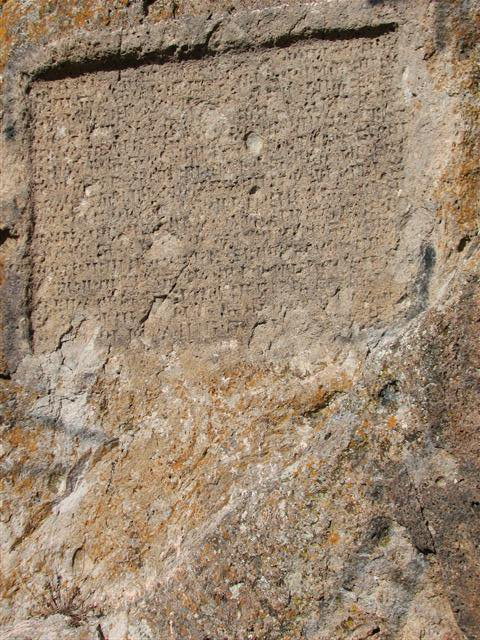

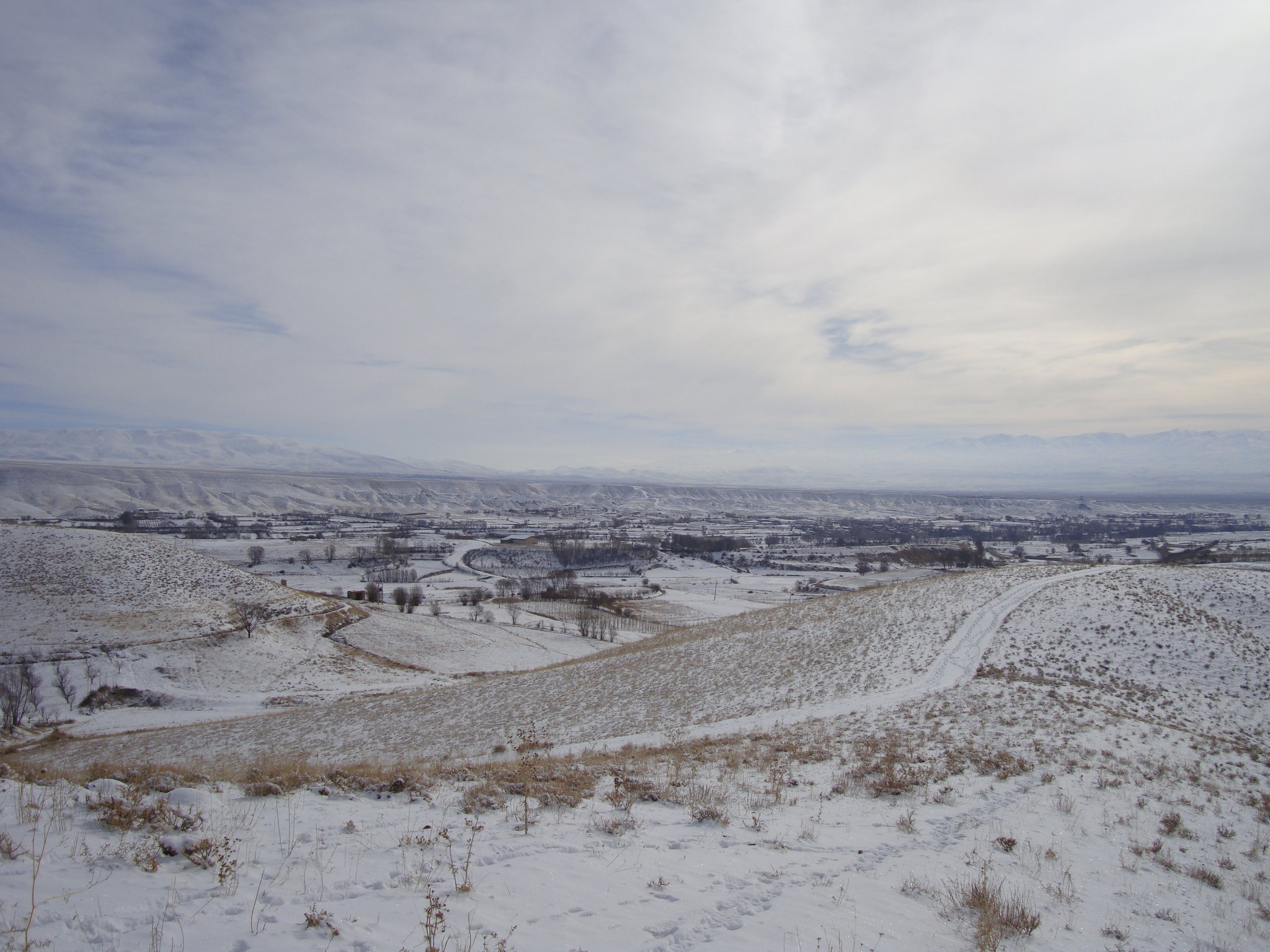

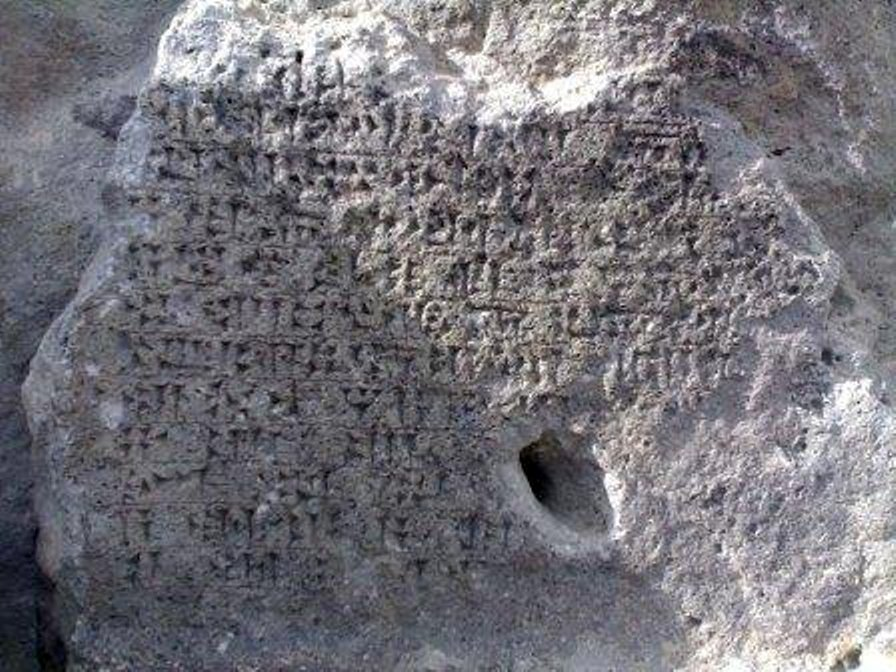

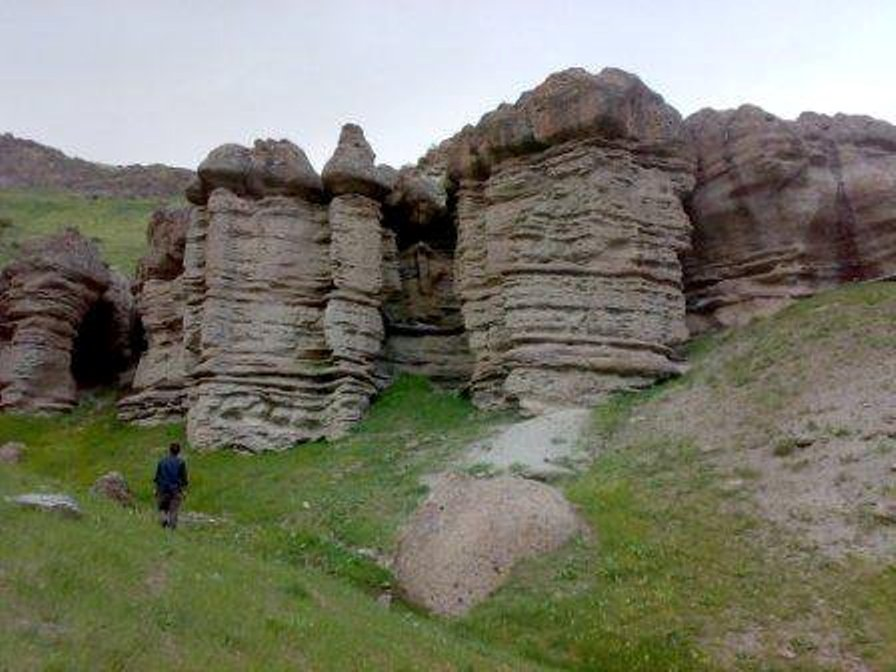

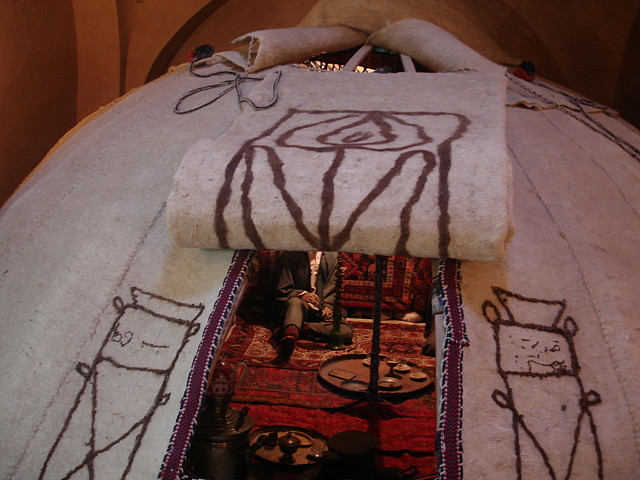

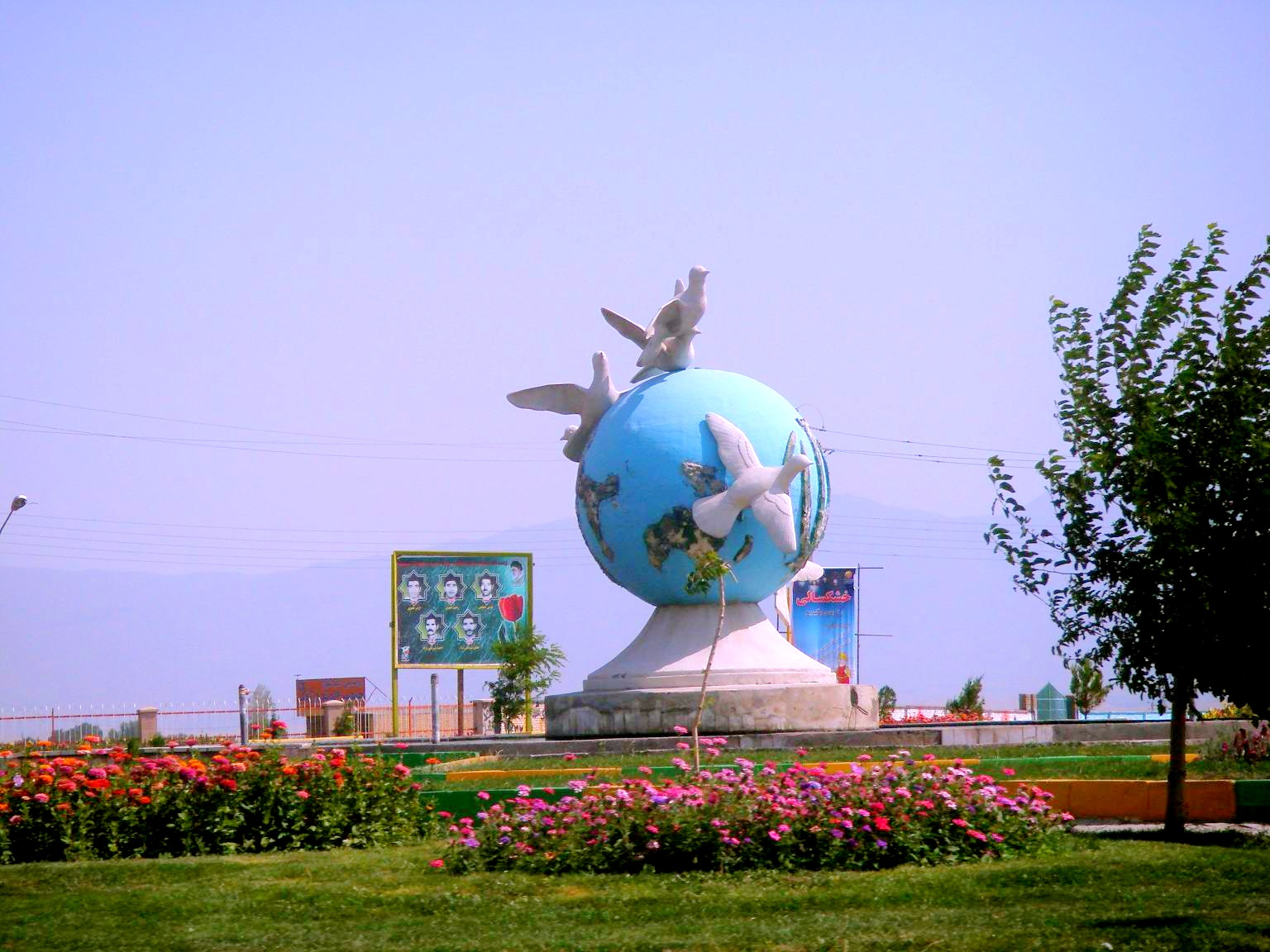

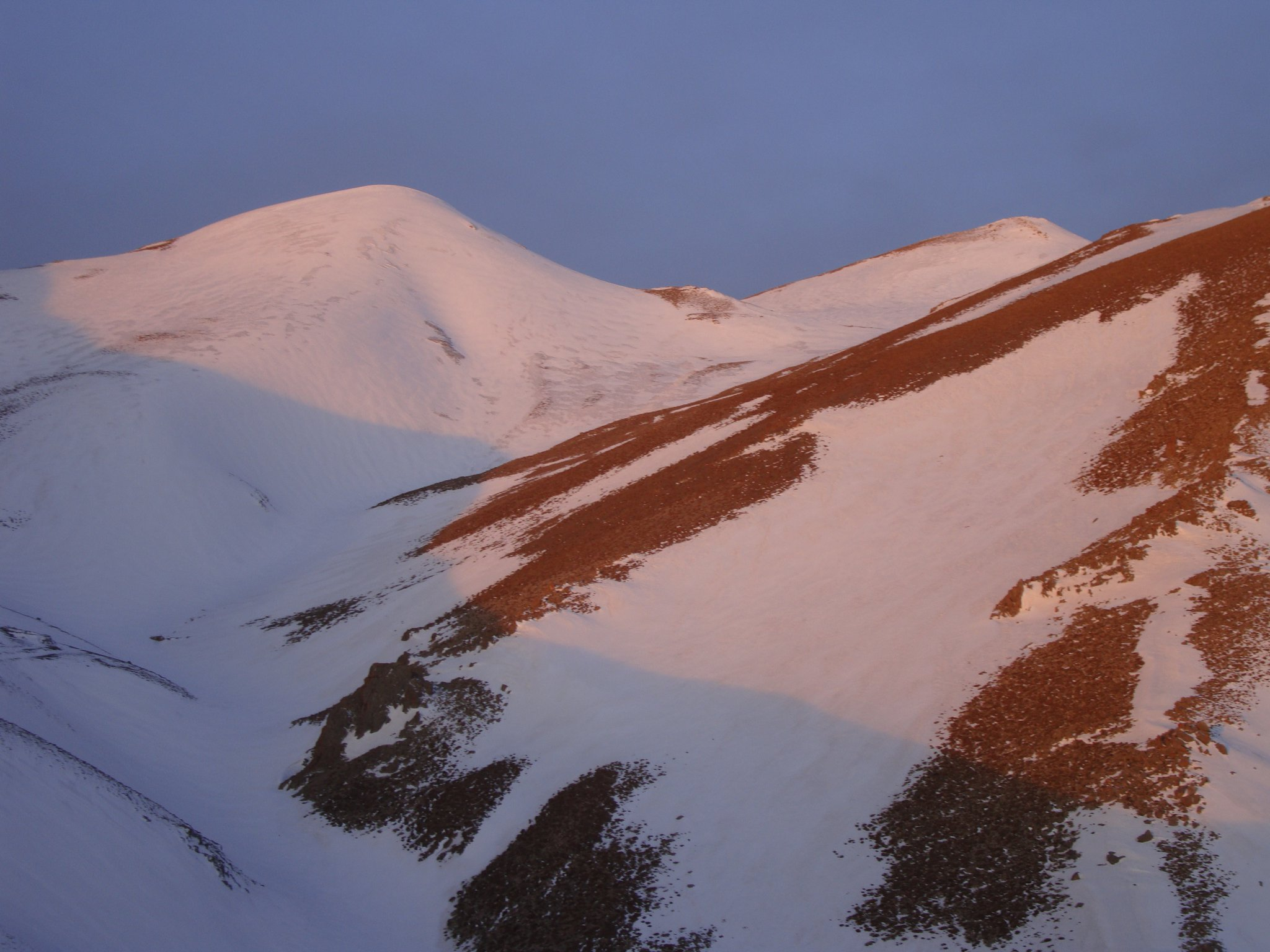

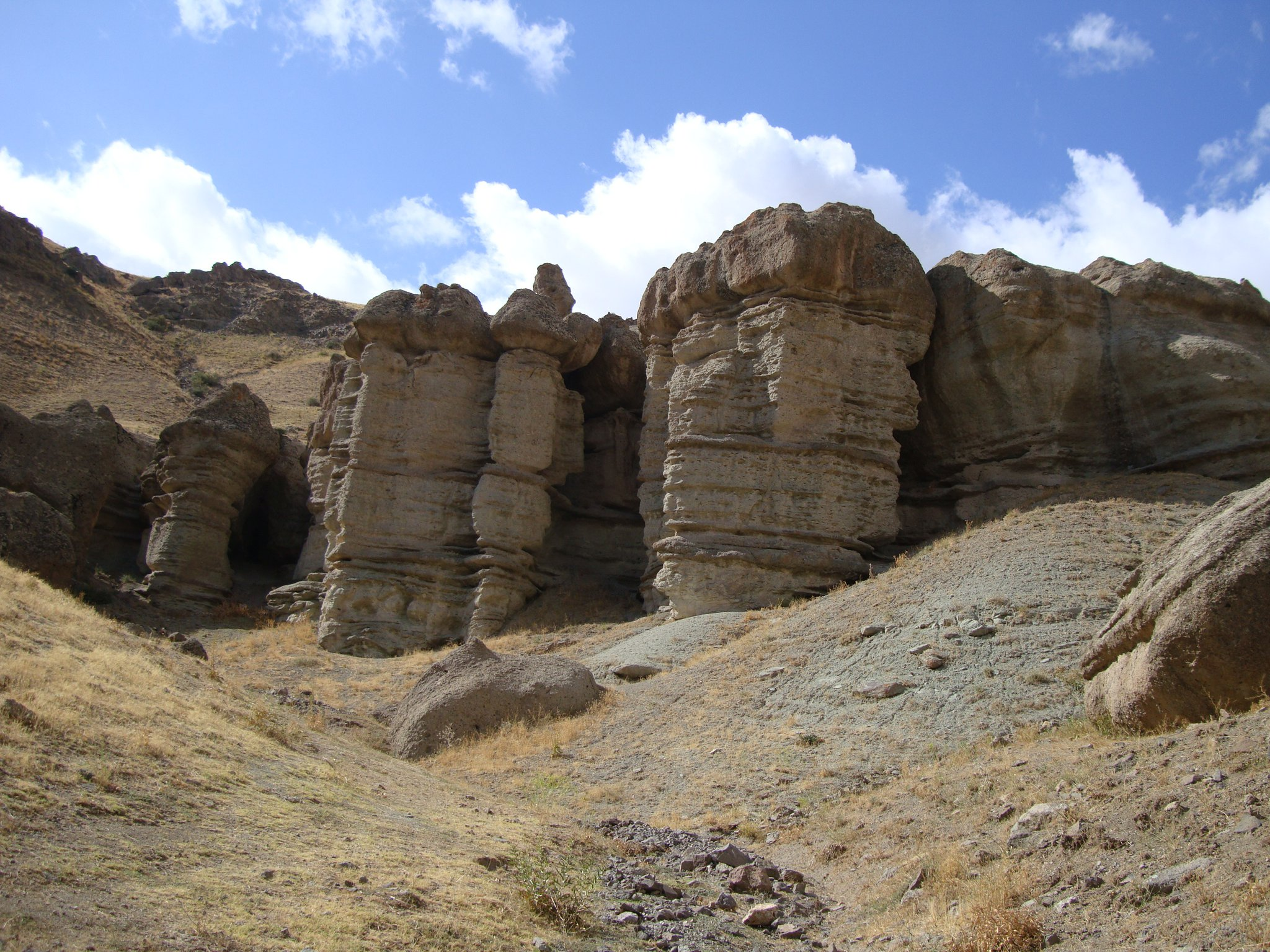

薩拉卜是伊朗的城市，位於該國西北部，由東亞塞拜然省負責管轄，距離首府大不里士130公里，面積12平方公里，海拔高度1,650米，主要經濟活動有農業和畜牧業，2006年人口42,057。

## 外部連結
- Islamic Azad University, Sarab Branch （页面存档备份，存于）
- Sama Technical College of Sarab （页面存档备份，存于）
- Technical College of Sarab （页面存档备份，存于）
- Information Site of Sarab City （页面存档备份，存于）